# Zaia Pandit
Zaia Pandit I (del mongol oirat: Зая Бандид Огторгуйндалай, literalment : Novici Zaia, oceà celest), igualment Зая Пандит (Zaia Pandit) en khalkha mongol ciríl·lic: Зая бандид Намхайжамц, Zaia bandid Namkhaijamts ; en tibetà ཛ་ཡ་པན་དི་ཏ་ dza ya pan di ta|thl=dzaya pen di ta o ནམྨཁའི་རྒྱྨཚོ nam-mkha'i rgya-mtsho o nammakhé rgymatso, o Namkha Gyatso, que en tibetà vol dir, oceà celest, també transcrit Namkhaidjamtso, 1599 — 1662), fou un lama Oirat de l'escola Geluk del budisme tibetà.
Zaia Pandit era originari del grup Khoshuud dels oirats. Esdevingué budista tibetà el 1615. Va practicar l'ascetisme al Tibet i tornà a terres oirats el 1639. Va ensenyar oirats i mongols (Khalkha). El 1645 visità els calmucs del Volga (avui Calmúquia).
El 1648 va desenvolupar la Todo Bichig (tod üzüg, de todrhagar (clar)) per a reformar l'alfabet mongol tradicional. Va eliminar totes les ambigüitats de l'escriptura tradicional i la va adaptar al llenguatge dels oirats. L'escriptura Todo encara és usada pels oirats de Xinjiang amb lleus revisions, i és ensenyada amb el mongol clàssic a la regió.

## Obres
- Oirat Vocabulary of Poetical Names [Ойратский словарь поэтических выражений]. Facscimile ed., transliteration, introduction, translation from Oirat into Russian, dictionary with notes, appendices by N.S. Yakhontova. Moscow, Vostochnaya Literatura Publishers, 2010. 615 p. (Pamyatniki pismennosti Vostoka, СХХ).[3]